# Anna Lena Holm
Anna Lena Holm, född 9 juni 1941, död 14 januari 2014, var en svensk bibliotekarie och musikolog.
Holm var förste bibliotekarie vid Statens musiksamlingar och invaldes som ledamot av Kungliga Musikaliska Akademien den 19 maj 2003.